# サン＝シュルピス教会

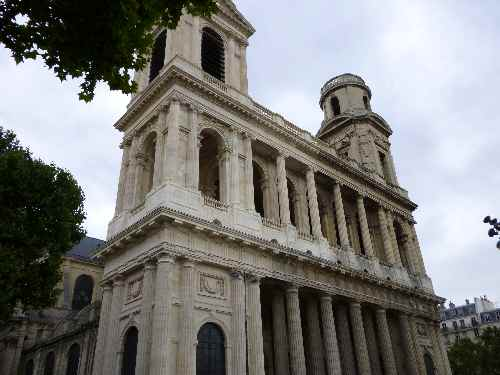
サン・シュルピス教会

教会堂内部

サン＝シュルピス教会 （エグリーズ・サン＝シュルピス, Église Saint-Sulpice）は、フランスのパリ6区にあるカトリックの聖堂である。サン＝シュルピス広場東側に位置する。最長部で113m、幅58m、高さ34mで、ノートルダム大聖堂よりわずかに小さく、パリ第2の大きさをもつ教会堂である。聖シュルピスに献堂されている。
18世紀、精巧な日時計の指時針「サン・シュルピスのグノモン」が聖堂内部に作られている。1915年5月20日に歴史的建造物の資格の対象となる。

## 歴史
1646年にルイ13世の王妃であるアンヌ・ドートリッシュの命により建築が開始される。ルーブル美術館やヴェルサイユ宮殿を設計したルイ・ル・ヴォーを中心として設計が行われるが、工事は何度も中断。1745年に完成するが、1762年には火災、1770年には落雷により正面が破損するなど完成は困難を極め、最終的にはエトワール凱旋門の設計に関わったシャルグランの手によって修復された。
ブリュメールのクーデターが起こる3日前にナポレオンの栄誉を祝う祝宴が700人を集めここで挙行された。
1999年から普仏戦争で被害を受けた北塔の修復工事が行われ、2011年に修復が完了した。
2019年3月17日午後4時頃、入口付近で火災が発生した。炎は正面入口のドア付近を焼いて近くの階段まで燃え広がった。警察当局は何者かによる放火とみている。

## 芸術作品
サンシュルピス教会には数々の芸術作品が貯蔵されている。
1856年に描かれたドラクロワのフレスコ画『天使とヤコブの闘い』や『悪魔を撃つ大天使ミカエル』などがある。また教会前にある広場にはヴィスコンティの『4人の枢機卿の噴水』がある。

## ギャラリー

内部構造
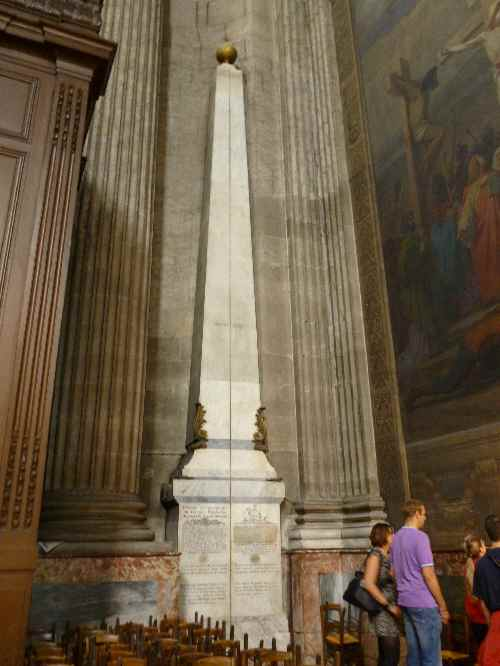
子午線が書かれたオベリスク
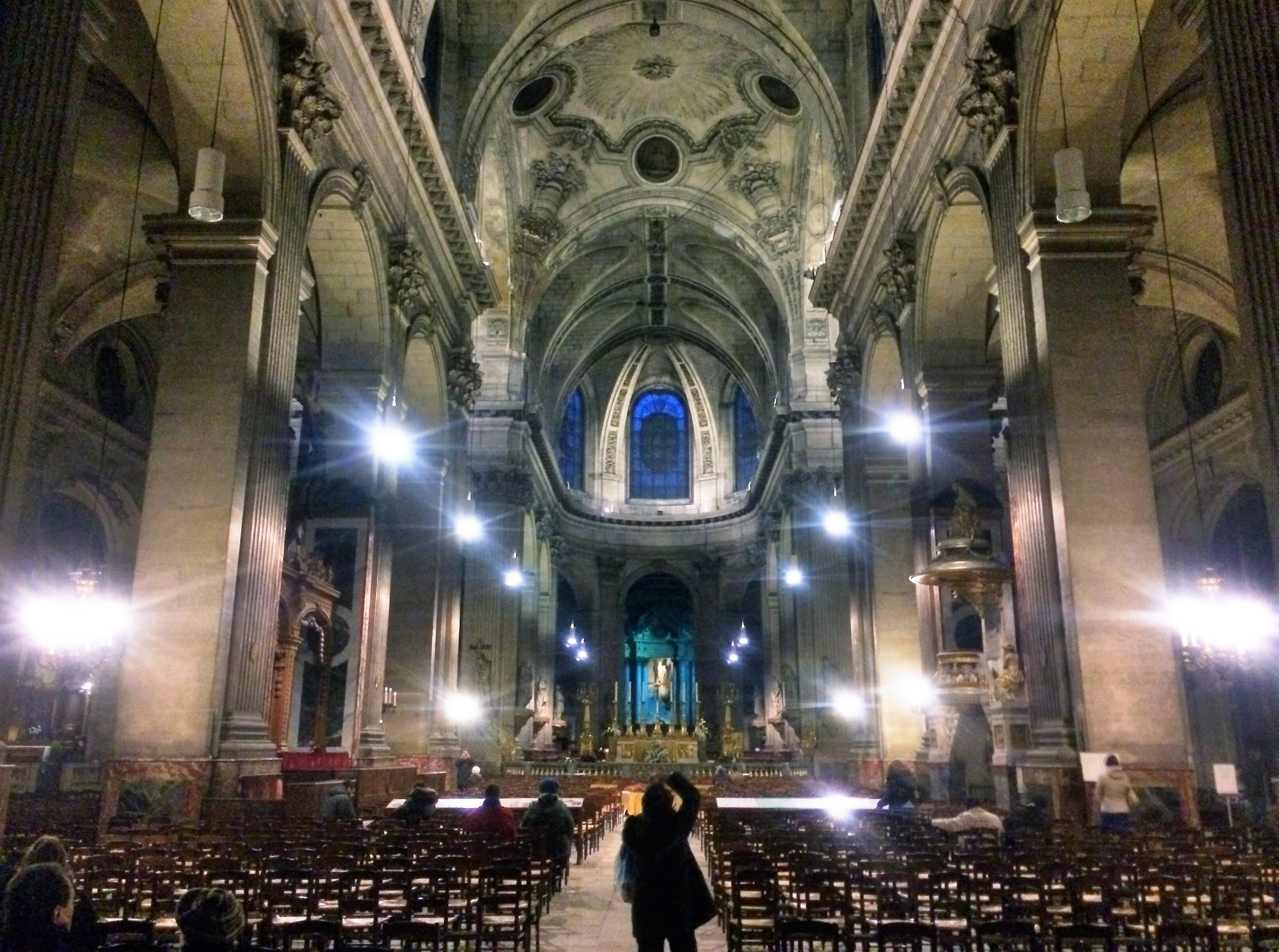
夜間
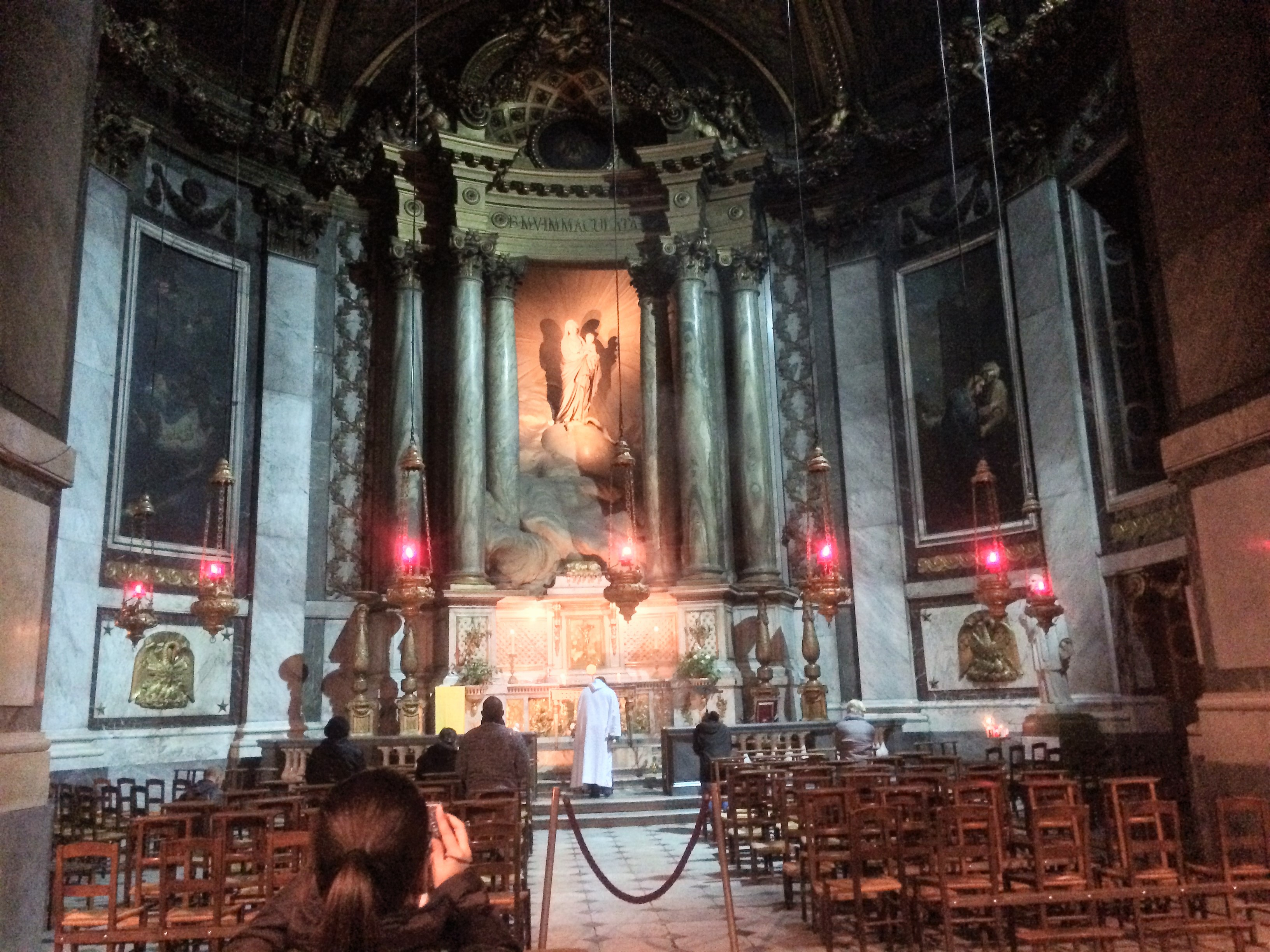
レディチャペル
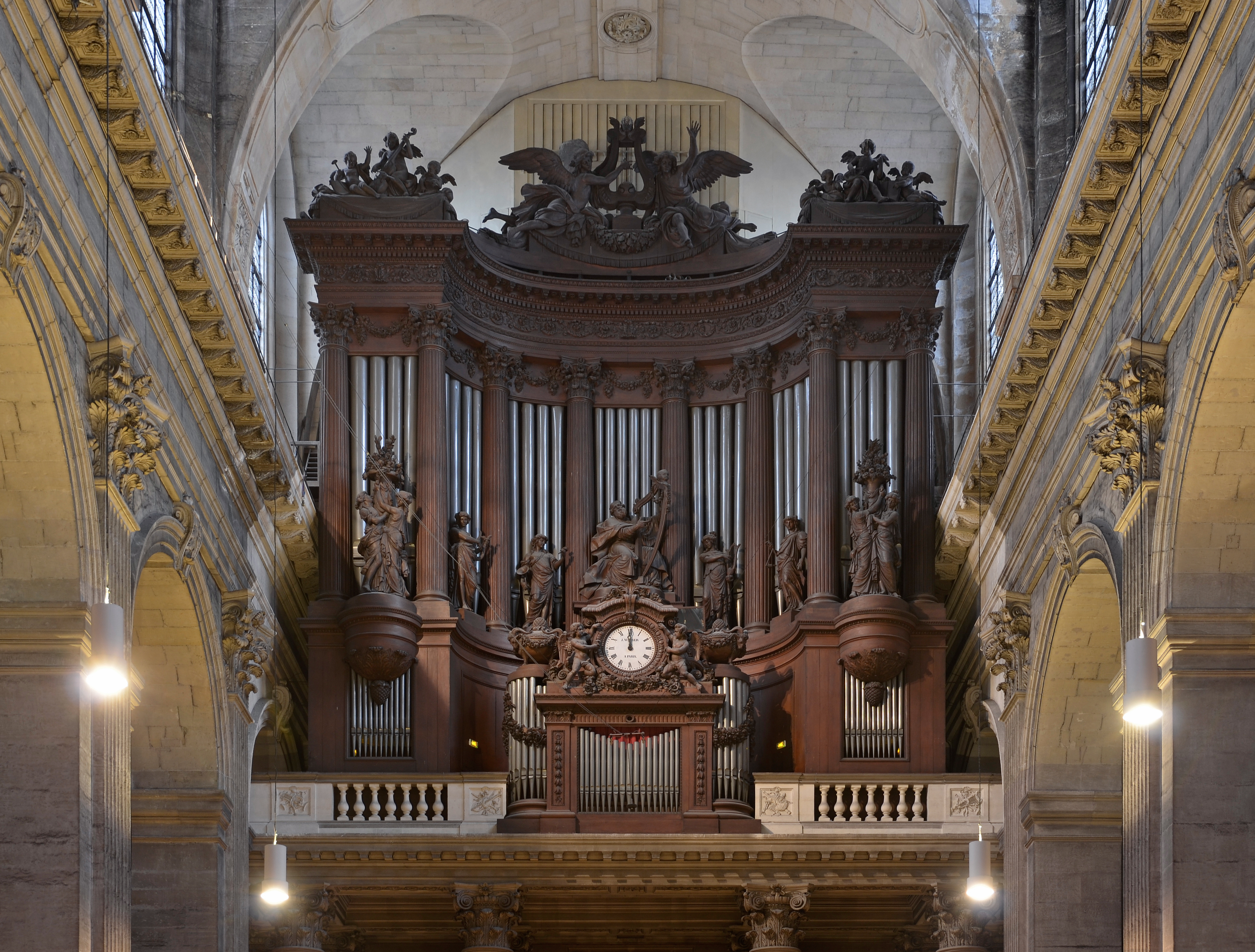
パイプオルガン

## 外部サイト
- Site de la paroisse